# Medionidus walkeri
Medionidus walkeri är en musselart som först beskrevs av Wright 1897.  Medionidus walkeri ingår i släktet Medionidus och familjen målarmusslor. IUCN kategoriserar arten globalt som akut hotad. Inga underarter finns listade i Catalogue of Life.